# Zamarada ferruginata
Zamarada ferruginata är en fjärilsart som beskrevs av Fletcher 1974. Zamarada ferruginata ingår i släktet Zamarada och familjen mätare. Inga underarter finns listade i Catalogue of Life.